# Ol'ga Nikolaevna Poltavševa
Ol'ga Nikolaevna Poltavševa (11 marzo 1823 – Plovdiv, 6 luglio 1880) è stata una nobildonna e filantropa russa.

## Biografia
Ol'ga era la figlia di un proprietario terriero, Nikolaj Petrovič Poltavšev, e di sua moglie, Dar'ja Alekseevna Paskova. La coppia ebbe cinque figlie di cui tre studiarono presso l'Istituto Smol'nyj.

## Matrimonio
Nel 1842 sposò il tenente generale Dmitrij Ivanovič Skobelev (1821-1879), figlio del generale Ivan Nikitič Skobelev. Ebbero quattro figli:
- Michail Dmitrievič (1843-1882);
- Nadežda Dmitrievna (1847-1920), sposò il principe Kostantin Esperovič Beloselskij-Belozerskij, ebbero quattro figli;
- Ol'ga Dmitrievna (1847-1898), sposò Vasilij Petrovič Šeremetev, ebbero sette figli;
- Zinaida Dmitrievna (1856-1899), sposò il duca Evgenij Maksimilianovič di Leuchtenberg, non ebbero figli.

Ol'ga Nikolaevna possedeva intelligenza e ambiziosa. “Alta, di brutto aspetto, era molto decisa e veloce nelle decisioni. Estremamente indipendente nelle sue azioni, voleva gestire tutto e tutti ” e ha preso parte a molte imprese di suo figlio Mikhail Dmitrievič.

## Morte
Dopo la morte del marito nel 1879, Ol'ga Nikolaevna si dedicò ad aiutare i malati e i feriti e andò nella penisola balcanica, dove divenne il capo del dipartimento bulgaro della Croce Rossa. Cercò di cancellare i disastri inflitti dalla guerra agli abitanti della Bulgaria e della Rumelia. A tal fine, fondò un orfanotrofio a Philippopol (ora Plovdiv) per 250 orfani, i cui genitori sono stati massacrati dai Bashi-bazouk e dai Circassi, e ha anche fondato orfanotrofi e scuole in diverse città. Incrementò la fornitura degli ospedali in Bulgaria e Rumelia orientale. La carità di Ol'ga Nikolaevna, così come la gloria militare di suo marito e suo figlio, incrementò la sua popolarità tra gli slavi balcanici. In Rumelia, cercò di fondare una scuola agraria e una chiesa in memoria di suo marito, ma non ha avuto il tempo di realizzarle.
Il 6 luglio 1880, Ol'ga Nikolaevna andò con un piccolo seguito per esplorare i dintorni della città di Philippopol. Nel villaggio di Chirpan, a 5 chilometri da Philippopolis, su una strada dei ladri aggredirono il suo entourage con lo scopo di rapinarla. A capo di questi rapinatori c'era un tenente russo, l'ordinato Skobelev, capitano della polizia rumeliana, Uzatis. Non appena la carrozza si fermò, Uzatis afferrò la spada e uccise Ol'ga Nikolaevna. Morirono anche la cameriera e il cocchiere. Ma il sottufficiale Matveij Ivanov, che accompagnava Ol'ga Nikolaevna, riuscì a fuggire e lanciò l'allarme. Uzatis è stato inseguito, circondato e si è sparato.
Il consiglio comunale di Philippopolis eresse un monumento sul luogo dell'assassinio di Ol'ga Nikolaevna. La sua morte devastò suo figlio. Venne seppellita nella tomba di famiglia.